# Edgar Pietsch
Edgar Pietsch (* 29. Januar 1913 in Dresden; † 1987) war ein deutscher Ingenieur und Hochschulrektor.

## Leben und Wirken
Er war der Sohn des kaufmännischen Angestellten Rudolf Pietsch. Nach dem Schulbesuch studierte er von 1933 bis 1938 Allgemeinen Maschinenbau an der Technischen Hochschule. Danach wurde er Assistent von Professor Heidebroeck und promovierte bei ihm 1940 zum Dr.-Ing. 1954 erhielt er den Ruf an die Hochschule für Maschinenbau Karl-Marx-Stadt, habilitierte sich 1955 und wurde 1959 zum Rektor gewählt. Aufgrund einer Erkrankung trat er dieses Amt bis 1961 jedoch nicht an. Danach war er Direktor des Institutes für Maschinenkunde und Schmierungstechnik. 1973 wurde er im Alter von 60 Jahren emeritiert.

## Schriften
- Das Schmiermittel im Zahnradgetriebe unter besonderer Berücksichtigung der Grenzreibung. Berlin 1941.